# 一二・九運動
一二・九運動（一二九运动、一二九抗日救亡运动）は、1935年12月9日に北京で起こった学生運動。一二・九学生運動などとも称される。

## 概要
1935年末、日本が冀東防共自治政府を発足させるなど華北分離工作を進めた。しかし、南京国民政府は「安内攘外」の方針の下で抗日より反共を優先する姿勢をとっていたため、燕京大学や清華大学の学生らが内戦の停止や抗日運動の弾圧反対を掲げてデモを行った。12月9日のデモは数千人規模に拡大し、政府側の弾圧で一旦は解散したものの、16日にも大規模なデモが発生した。運動は中国各地の主要都市にまで拡大していった。
この際に学生たちが唱和した「義勇軍進行曲」は、中華人民共和国の国歌となった。